# Olivia Culpoová
Olivia Frances Culpo (* 8. květen 1992, Cranston, Rhode Island, Spojené státy americké) je americká modelka a královna krásy a vítězka Miss Rhode Island USA 2012, Miss USA 2012 a Miss Universe 2012.

## Životopis
Culpo se narodila v Cranstonu v Rhode Islandu. Její rodiče jsou Peter a Susan Culpo. Má čtyři sourozence, dva starší Peta a Auroru a dva mladší Guse a Sophie. Její otec spoluvlastní dva Bostonské podniky Parish Café a The Lower Depths Tap Room. Vyrostla v Edgewoodu v Rhode Islandu. Má italské a irské kořeny z matčiny strany.
Navštěvovala akademii Sv. Marii v Rhode Islandu a poté Bostonskou univerzitu. V roce 2010 podepsala smlouvu s agenturou Maggie, Inc. Ve druhém ročníku se naučila hrát na violoncello a vystupovala s Rhode Islandskou mladou filharmonií, Rhode Islandským filharmonickým komorním souborem, s orchestrem Bay View a celostátním Rhode Islandským orchestrem. Dvě léta strávila v hudební centru Brevard Music Center v Severní Karolíně. V srpnu 2017 se svojí rodinou otevřela restauraci na Rhode Islandu.

## Soutěže krásy

### Miss Rhode Island USA 2012 a Miss USA 2012

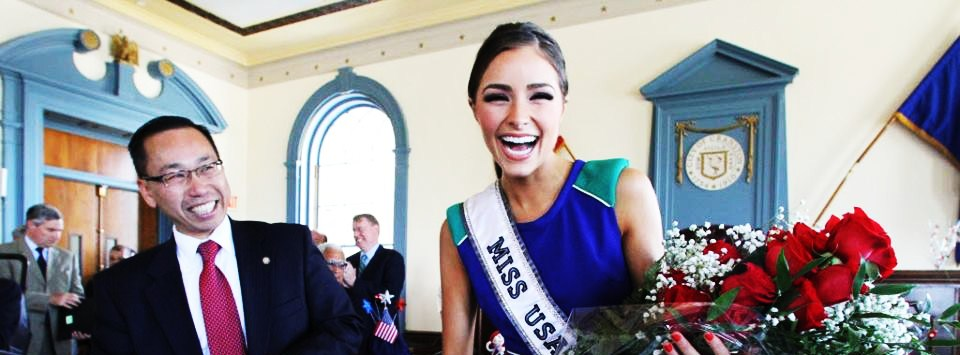
Starosta Allan Fung při předání klíče města Olivii Culpo.

Poté, co v roce 2012 vyhrála soutěž Miss Rhode Islandu, první soutěž krásy, které se kdy zúčastnila, vyhrála dne 3. června 2012 celostátní soutěž Miss USA.
Dne 6. července uspořádali ve městě Cranston v Rhode Islandu slavnost oslavující její vítězství. Starosta města Allan Fung ji předal klíč k městu.

### Miss Universe 2012
Culpo reprezentovala Spojené státy na světové soutěži Miss Universe, která se konala dne 19. prosince 2012 v Las Vegas v Nevadě. Soutěž vyhrála a stala se tak osmou reprezentantkou Spojených států, která soutěž vyhrála do roku 1997. Stala se také první reprezentantkou Rhode Islandu, která soutěž vyhrála. Korunku přebrala od Miss Universe 2011 Leily Lopesové z Angoly.
V lednu 2013 navštívila na tři týdny Indonésii, kde pomohla dne 1. února korunovat na Jakartě vítězku Miss Indonésie 2013. Během své návštěvy navštívila také Yogyakartu, Surabaju a Bali. Na Jakartě moderoval diskusi s mladými místními obyvateli pro Populační fond OSN o viru HIV a prevenci nemoci.
Dne 10. září 2013 byla součástí módní přehlídky Sherri Hill, která se konala v Trump Tower v New Yorku. Dne 9. listopadu 2013 korunovala svojí nástupkyni Miss Universe 2013 Gabrielu Isler z Venezuely.
Během svého období jako miss navštívila Indonésii, Rusko, Ekvádor, Maroko, Bahamy, Kanadu, Anglii, Indii a několik měst Spojených států amerických.

### Modeling
V roce 2018 se objevila na titulní stránce magazínu Sports Illustrated Swimsuit Issue. Byla tváří značek L'Oreal nebo Kipling.

### Herectví
V roce 2014 si zahrála cameo roli ve filmu Jedna za všechny. Ten samý rok se objevila ve videoklipu Nicka Jonase k písničce „Jealous“. V roce 2017 si zahrála postavu Gretchen ve filmu American Satan. V roce 2018 bude mít premiéru její další film Reprisal, ve kterém si zahrála po boku Bruce Willise.

## Osobní život
V roce 2013 začala chodit se zpěvákem Nickem Jonasem. Dvojice se rozešla v červnu roku 2015. Dva měsíce poté chodila s fotbalistou Timem Tebowem. Od roku 2019 je jejím partnerem americký fotbalista Christian McCaffrey. Vzali se 29. června 2024. V březnu 2025 oznámila těhotenství.

## Filmografie

### Film
| Rok  | Název            | Role      | Poznámky   |
| ---- | ---------------- | --------- | ---------- |
| 2014 | Jedna za všechny | kráska    | Cameo role |
| 2017 | American Satan   | Gretchen  |            |
| 2018 | Tired Lungs      | Kate      |            |
| 2018 | Reprisal         | Christina |            |

### Televize
| Rok  | Název           | Role      | Poznámky                      |
| ---- | --------------- | --------- | ----------------------------- |
| 2018 | Pekelná kuchyně | Samu sebe | díl: „A Little Slice of Hell“ |

### Videoklip
| Rok  | Umělec     | Skladba   |
| ---- | ---------- | --------- |
| 2018 | Nick Jonas | „Jealous“ |